# حسين عبد العلي
حسين عبد العلي (19 مايو 1914، كوبي، اليابان - 3 يونيو 2001، مومباي، الهند) كان عالم طيور وعالم أحياء هندي، كما كان ابن عم «طائر الهند» سالم علي. كما غيره من علماء الطبيعة في تلك الفترة، كان حسين مهتمًا مبدئيًا بالصيد. على عكس سليم علي، كانت مساهماته الرئيسية أقل ارتكازًا على العمل الميداني، واستندت بشكل أكبر إلى مجموعات الطيور، لا سيما تلك الموجودة في جمعية التاريخ الطبيعي في بومباي حيث عمل معظم حياته.

## سنواته الأولى وتعليمه
وُلِد حسين عبد العلي لعائلة اسماعيلية في كوبي الهندية عام 1914. والداه هما لولو ونجم الدين فيصل الحسين عبد العلي، وهو رجل أعمال استورد القطن الخام وعيدان الثقاب من الهند. كتب حسين في سيرته الذاتية غير المكتملة (نُشرت بعد وفاته في كتاب حسين عبد العلي)، أن اهتمامه بالتاريخ الطبيعي ربما نشأ منذ سن مبكرة في مدرسة الإرسالية الإنجليزية في كوبي، أثناء قراءة القصص الأمريكية عن رعاة البقر و الغرب الأمريكي. انتقلت عائلة عبد العلي إلى مومباي (بومباي آنذاك) في الهند عام 1924.
التحق حسين بالمرحلة الابتدائية في مدرسة سانت كزافييه الثانوية وتخرج لاحقًا من كلية سانت كزافييه في مومباي عام 1936 حاملًا درجة البكالوريوس في الآداب (مع مرتبة الشرف)، كما حصل على جائزة نارايان فاسوديف. أثناء دراسته لعلم الحيوان في كلية سانت كزافييه في عام 1932، بدأ بجمع الطيور.
عمل بعد تخرجه لمدة عام في شركة والده (فايز وشركاه) لتصدير خردة الحديد إلى اليابان. اشترى دراجة نارية مستعملة من طراز هارلي ديفيدسون بقوة 10/12 حصان للتنقل في بومباي ومحيطها، كما اشترى سيارة لانسيا تورير قديمة استخدمها لعدة أشهر. في عام 1938، تعرض هو وصديقه بومان باتوك لحادث دراجة نارية أصابهما بجروح خطيرة. توفي في الحادث شرطي كان قد ركب معهما. اتُهم حسين بالتهور والإهمال في القيادة وبرأته محكمة في بومباي في وقت لاحق. استبدل دراجته النارية بأخرى جديدة من طراز موريس مينور عام 1939، وهي الدراجة التي ظل يستخدمها حتى وفاته.
قام بالعديد من الرحلات لمشاهدة الحيوانات كما للصيد، برفقة أصدقائه محبي الطبيعة وابن عمه سالم علي. أخذته هذه الرحلات إلى تاليجون وناشيك ونورث كانارا وترافانكور وباراتبور وآسام، أورنغاباد وكهوف كانيري. في سيرته الذاتية غير المكتملة، يصف حسين مغامراته ومآثره في بومباي ومحيطها، إطلاق النار على البط والحجل والنمور، بالإضافة إلى اكتشاف العديد من الطيور والحيوانات والزواحف والبرمائيات.

## حياته المهنية
قدم سليم علي حسين إلى جمعية التاريخ الطبيعي في بومباي، وأصبح عضوًا فيها في عام 1931، وهو نفس العام الذي نُشرت فيه ملاحظته الأولى بعنوان «إحدى عشرة بيضة في عش الغراب» في مجلة جمعية بومباي للتاريخ الطبيعي. نالت مذكرته الثانية، التي نُشرت في المجلة نفسها عام 1934، المزيد من الإشادة. نشر 356 ملاحظة في حياته وغطت ملاحظاته هذه الطيور والثعابين والضفادع والحيوانات الأخرى. ألّف وكتب 270 ورقة علمية و 50 مراجعة للكتب. نُشرت سلسلة مكونة من ستة أجزاء تستند إلى العينات التي جمعها عندما كان في كلية سانت كزافييه والطيور التي رآها في بومباي ومحيطها، وشارك في تأليفها سالم علي، بعنوان «طيور بومباي وسلسيت»، ونُشرت بين عامي 1936 و1938 في مجلة جمعية التاريخ الطبيعي في بومباي. بعد ذلك، واصل الاثنان توثيق ملاحظاتهما عن الطيور التي رصداها في تلك المناطق في المجلة المذكورة.